# Đào Hồng Vận
Đào Hồng Vận (sinh ngày 22 tháng 4 năm 1973) là chính trị gia nước Cộng hòa xã hội chủ nghĩa Việt Nam. Ông hiện là Ủy viên Ban Thường vụ Tỉnh ủy, Phó Bí thư thường trực Đảng ủy các cơ quan Đảng tỉnh, Trưởng Đoàn đại biểu Quốc hội chuyên trách Đoàn đại biểu Quốc hội khóa XV tỉnh, Ủy viên Ủy ban Kinh tế của Quốc hội, Đại biểu Quốc hội khóa XV từ Hưng Yên. Ông từng là Trưởng Ban Tuyên giáo Tỉnh ủy Hưng Yên, Bí thư Huyện ủy Văn Giang.
Đào Hồng Vận là đảng viên Đảng Cộng sản Việt Nam, học vị Cử nhân Nông học, Cử nhân Tài chính ngân hàng, Cao cấp lý luận chính trị. Ông có sự nghiệp đều hoạt động ở quê nhà Hưng Yên.

## Xuất thân và giáo dục
Đào Hồng Vận sinh ngày 22 tháng 4 năm 1973 tại xã Long Hưng, huyện Văn Giang, tỉnh Hải Hưng, nay là tỉnh Hưng Yên. Ông lớn lên và tốt nghiệp phổ thông ở Văn Giang, tới Hà Nội theo học đại học và có hai bằng cử nhân gồm Cử nhân Nông học, và Cử nhân Tài chính ngân hàng. Ông được kết nạp Đảng Cộng sản Việt Nam vào ngày 7 tháng 12 năm 2000, trở thành đảng viên chính thức sau đó 1 năm, từng theo học các khóa chính trị ở Học viện Chính trị Quốc gia Hồ Chí Minh và tốt nghiệp Cao cấp lý luận chính trị. Hiện ông thường trú ở xã Phụng Công, huyện Văn Giang, tỉnh Hưng Yên.

## Sự nghiệp
Tháng 3 năm 1996, sau khi tốt nghiệp đại học, Đào Hồng Vận ở về Hải Hưng, ký hợp đồng lao động với Sở Địa chính tỉnh Hải Hưng, công tác ở vị trí nhân viên hợp đồng, rồi sau đó chuyển sang Sở Địa chính tỉnh Hưng Yên khi tỉnh được tái lập vào tháng 11 năm 1996. Sang đầu năm 1997, ông được nhận vào là công chức, là Công chức tập sự tại Sở Địa chính tỉnh, phân công về Phòng Tổ chức Hành chính của Sở từ tháng 6 năm 1999. Tháng 10 năm này, ông được điều về huyện Văn Giang, là Chuyên viên Phòng Địa chính huyện. Vào tháng 7 năm 2002, ông được thăng chức làm Phó Trưởng phòng Tài chính – Kế hoạch – Thương mại huyện Văn Giang, được bầu vào Ban Chấp hành Đảng bộ huyện từ tháng 8 năm 2005, và là Trưởng phòng Tài chính – Kế hoạch từ đầu năm 2006. Tháng 10 năm 2011, ông được bầu vào Ban Thường vụ Huyện ủy, được phân công làm Trưởng Ban Dân vận Huyện ủy Văn Giang từ tháng 1 năm 2012. Tháng 2 năm 2014, Đào Hồng Vận được điều lên Ủy ban nhân dân tỉnh Hưng Yên, bổ nhiệm làm Phó Giám đốc Sở Kế hoạch và Đầu tư tỉnh Hưng Yên, công tác hơn 1 năm cho đến tháng 3 năm 2015 thì trở lại Văn Giang nhậm chức Bí thư Huyện ủy, rồi được bầu làm Chủ tịch Hội đồng nhân dân huyện từ tháng 4 năm 2015. Tháng 11 năm 2015, tại Đại hội Đảng bộ tỉnh Hưng Yên lần thứ XVIII, nhiệm kỳ 2015–2020, ông được bầu vào Ban Chấp hành Tỉnh ủy, rồi tái đắc cử vào tháng 10 năm 2020 tại Đại hội lần thứ XIX.
Năm 2021, với sự giới thiệu của Tỉnh ủy, Đào Hồng Vận ứng cử đại biểu quốc hội từ Hưng Yên, tại đơn vị bầu cử số 3 gồm thị xã Mỹ Hào và các huyện Văn Giang, Văn Lâm, rồi trúng cử Đại biểu Quốc hội khóa XV với tỷ lệ 75,49%, đồng thời được phân công làm Ủy viên Ủy ban Kinh tế của Quốc hội. Ngày 23 tháng 3 năm 2022, ông được bầu bổ sung vào Ban Thường vụ Tỉnh ủy Hưng Yên, được Ban Bí thư Trung ương Đảng chuẩn y, sau đó đến ngày 11 tháng 5 thì miễn nhiệm công tác ở Văn Giang, nhậm chức Trưởng Ban Tuyên giáo Tỉnh ủy Hưng Yên. Ngày 29 tháng 3 năm 2024, ông được phê chuẩn làm Trưởng Đoàn Đại biểu Quốc hội tỉnh Hưng Yên.